# Alternativa Municipal Independent
Alternativa Municipal Independent (Alternativa Municipal Independendiente, en castellà), més conegut per les sigles A.M.I. Onda, va ser un partit polític d'àmbit local amb activitat al municipi d'Onda, a la comarca de la Plana Baixa, entre els anys 2003 i 2011.
A.M.I. va nàixer a primeries de 2003 per les disputes internes a l'Agrupació Local del Partit Popular de la Comunitat Valenciana a Onda. Alguns dels seus membres abandonaren el partit i organitzaren una llista electoral per a presentar-se a les eleccions municipals d'aquell any. Presentat en societat el mes de maig, als comicis obtingué un regidor a l'Ajuntament d'Onda i es convertí en la quarta força política del poble.
De cara a les eleccions municipals de 2007, A.M.I. va deixar de ser una agrupació d'electors i es va convertir en un partit polític, inscrit al Registre del Ministeri de l'Interior d'Espanya el 26 de març de 2007. En aquesta cita electoral millorà lleugerament els seus resultats i passà a ser el tercer partit polític onder, tot i que continuà amb un sol representant a l'Ajuntament.
Va ser aleshores quan va pactar entrar al govern amb el PSPV, que havia perdut la majoria absoluta després de vint anys, i amb el Bloc Nacionalista Valencià. El rebuig d'aquest acord per l'electorat del partit, propicià una forta davallada d'A.M.I. a les eleccions municipals de 2011, cosa que va fer que es quedara sense representació al consistori d'Onda.
En perdre el regidor a l'Ajuntament, A.M.I. va cessar la seua activitat com a partit polític. La major part dels seus membres s'integraren a l'Agrupació Local de Ciutadans en ser aquesta fundada l'any 2015.